# 10931 Ceccano
10931 Ceccano eller 1998 DA är en asteroid i huvudbältet som upptäcktes den 16 februari 1998 av den italienska astronomen Gianluca Masi i Ceccano. Den är uppkallad efter den italienska staden Ceccano.
Asteroiden har en diameter på ungefär 12 kilometer.